# Natalino Gatti
Natalino Gatti (Castelfranco Emilia, 24 dicembre 1939) è un politico italiano, esponente del Partito Comunista Italiano e parlamentare europeo.
È stato eletto alle elezioni europee del 1984 per le liste del PCI. È stato membro della Commissione per l'agricoltura, la pesca e l'alimentazione, della Commissione per il controllo di bilancio, della Delegazione al comitato misto Parlamento europeo/Assemblea della Repubblica del Portogallo, della Delegazione per le relazioni con i paesi dell'Europa dell'Est - Gruppo II. Fu anche deputato nazionale per due legislature.